# ابوالقاسم پورساطع
ابوالقاسم پورساطع سیاست‌مدار ایرانی بود، که در  دوره بیست و دوم بعنوان نماینده تهران در مجلس شورای ملی حضور داشت.